# Ponte sull'Eurimedonte (Selge)
Il ponte sull'Eurimedonte (in turco Oluk Köprü) di Selge è un ponte romano che attraversa il fiume Eurimedonte (moderno Köprüçay ) vicino alla città di Selge, in Pisidia, nel sud della Turchia. È parte integrante della strada che si snoda dalla regione costiera della Panfilia fino all'entroterra della Pisidia. Situato a 5 km a nord del villaggio Beşkonak in una zona scarsamente abitata, il ponte attraversa l'Eurimedonte e sovrasta il fondovalle.

## Struttura architettonica
La struttura, ottimamente conservata, possiede una lunghezza di 14 m e una larghezza di 3,5 m  (con una carreggiata di 2,5 m). L'apertura netta del suo unico arco è di circa 7 m mentre lo spessore dei suoi conci, che sono posti in opera a secco, senza l'uso di malta, è di 60 cm. La tecnica di costruzione e la robusta muratura in pietra sembrerebbero suggerire una data di edificazione intorno al II secolo d.C., epoca in cui Selge era fiorente.
A 42 km a valle, ad Aspendos, l'Eurimedonte è attraversato da un altro vecchio ponte tuttora esistente.

## Galleria d'immagini

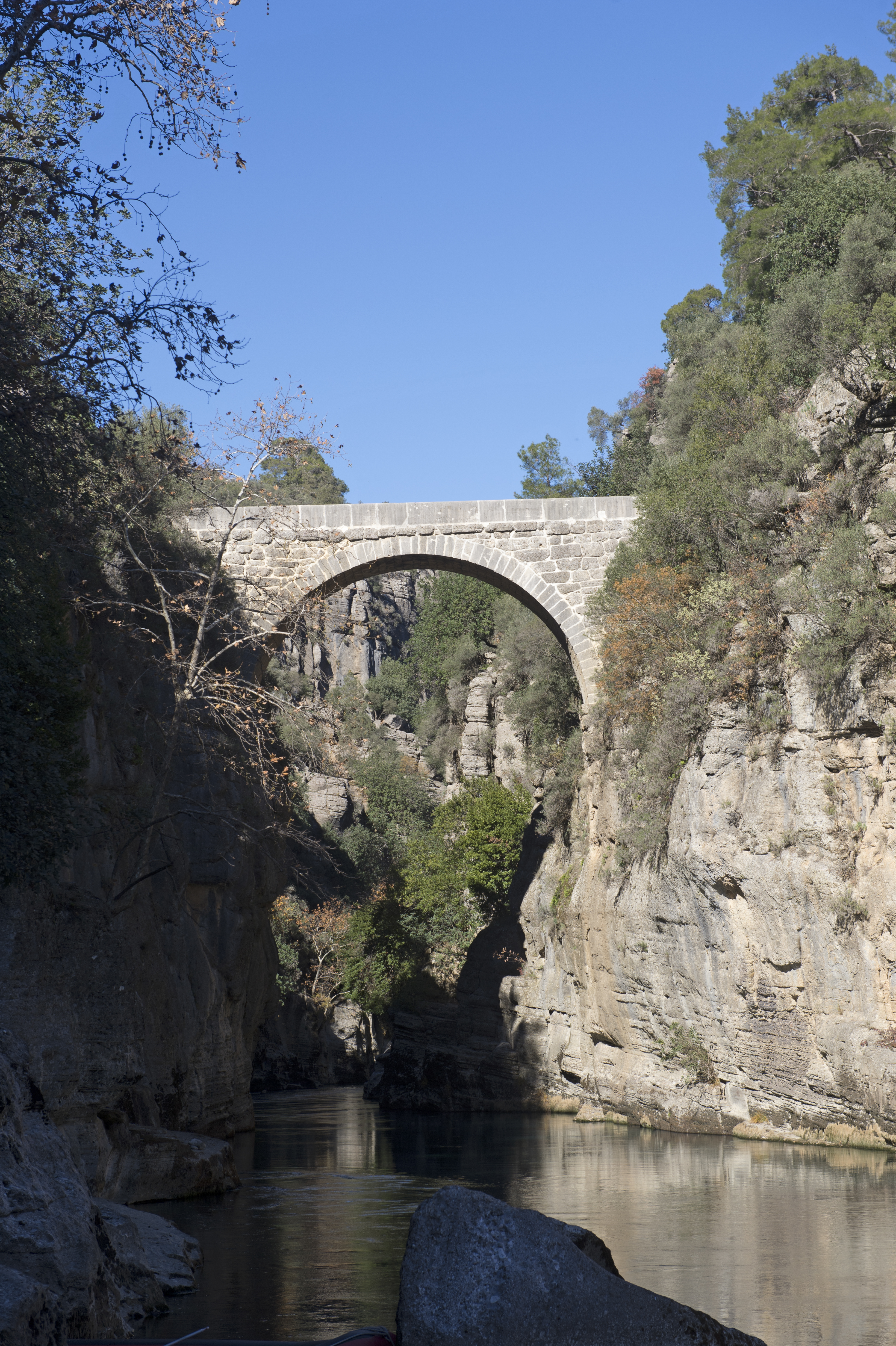
Ponte sull'Eurimedonte
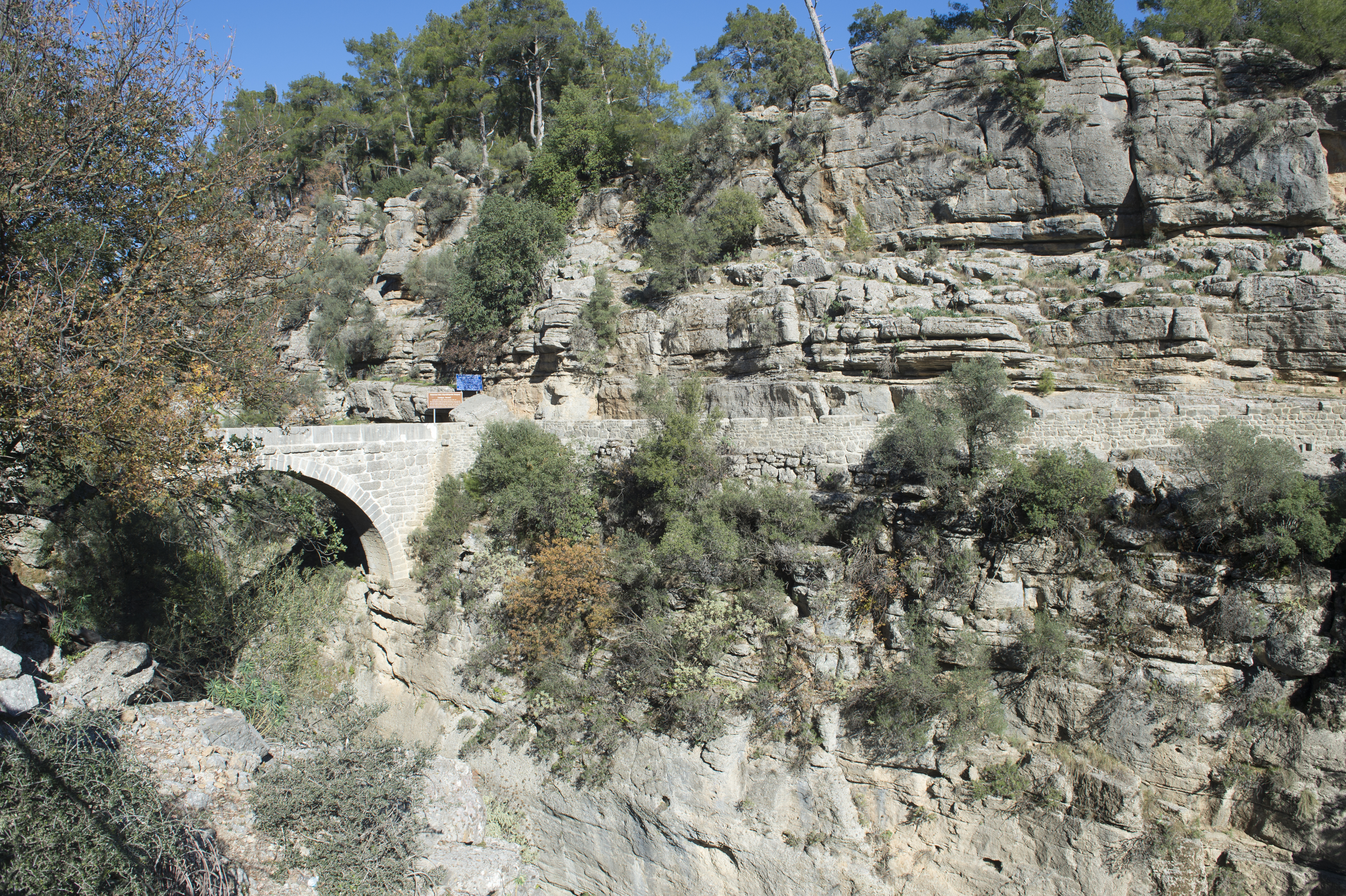
Ponte sull'Eurimedonte
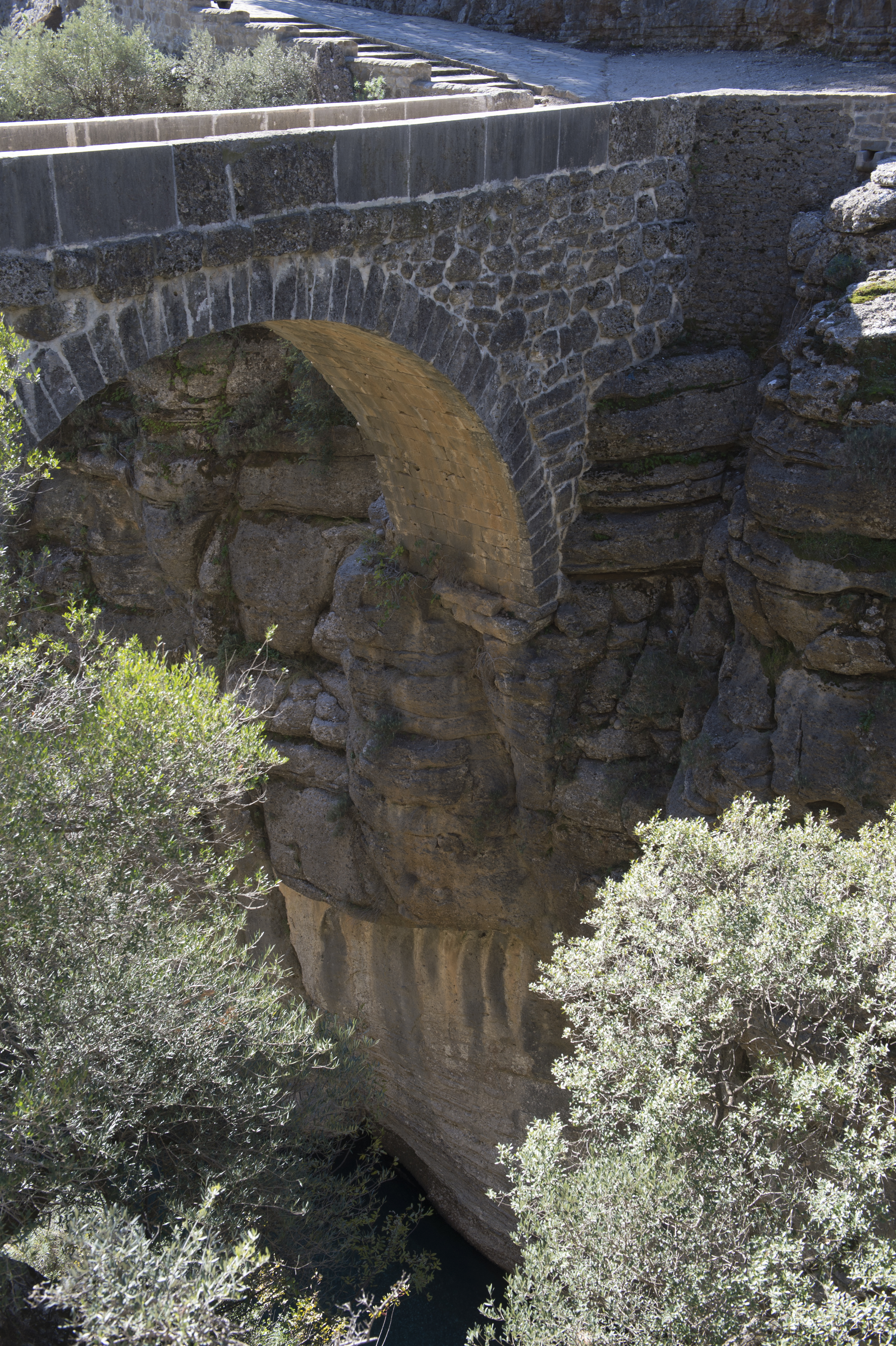
Ponte sull'Eurimedonte
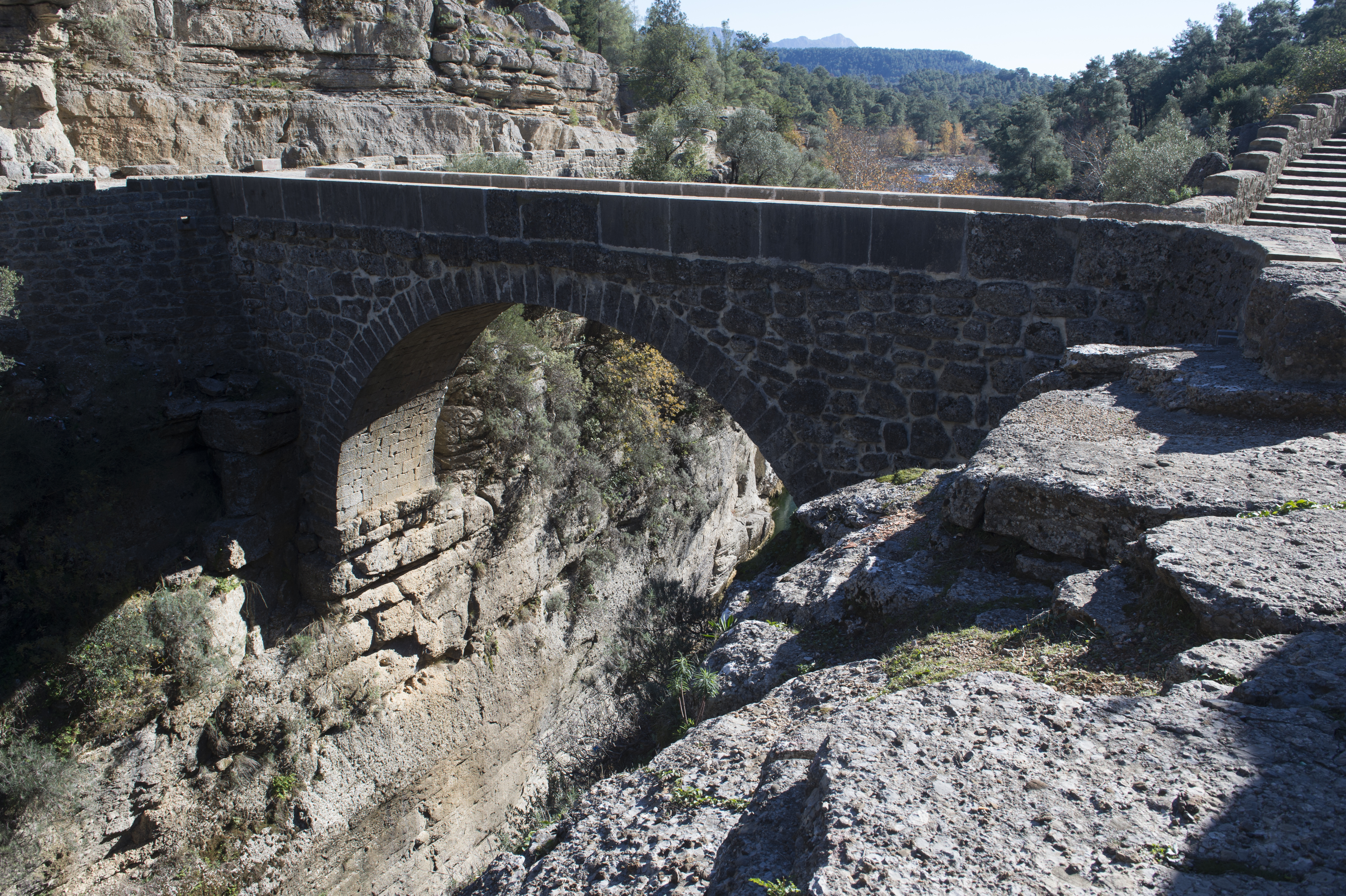
Ponte sull'Eurimedonte
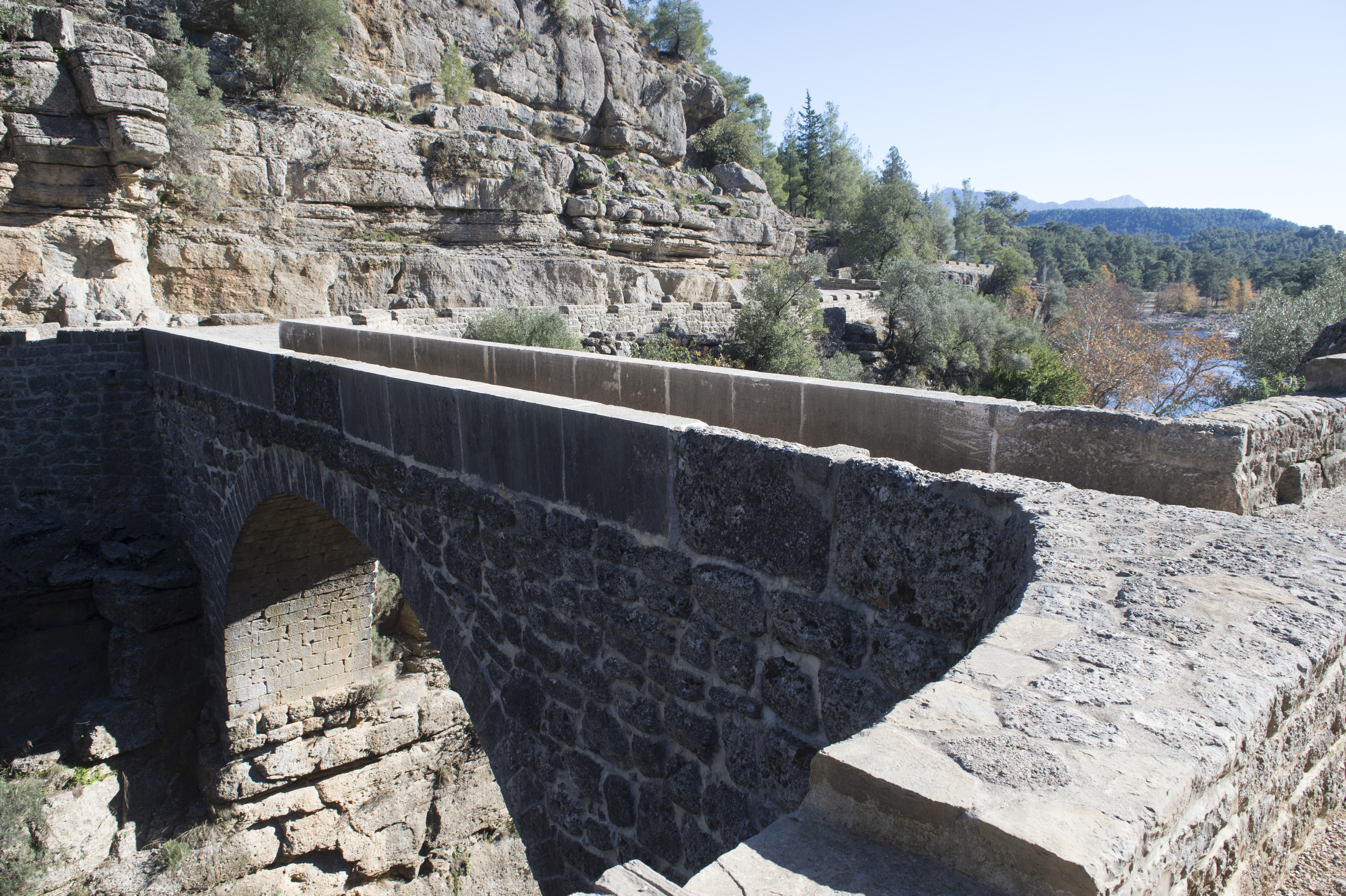
Ponte sull'Eurimedonte
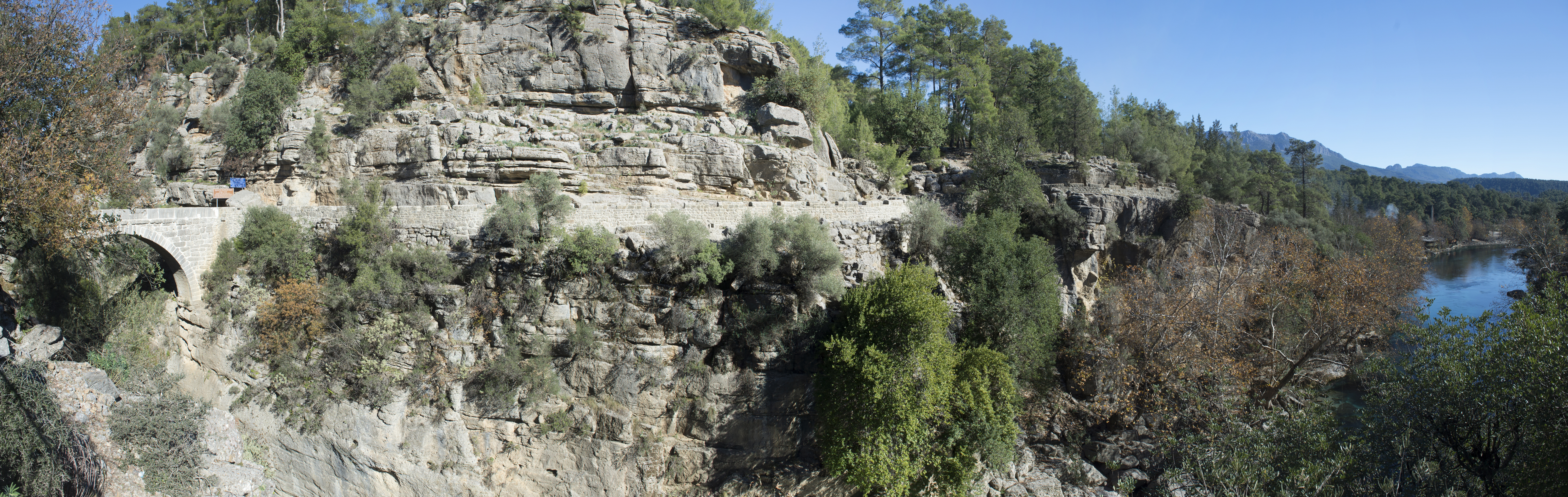
Panorama del ponte sull'Eurimedonte

## Battaglie dell'Eurimedonte
Nell'anno 190 a. C. una flotta romana diretta da Lucio Emilio Regillo sconfisse vicino al fiume la flotta dell'Impero seleucide di Antioco III il Grande, diretta da Annibale, che era stato sconfitto e dunque costretto a fuggire. Il fiume Eurimedonte è attraversato da un altro vecchio ponte situato a 42 km in Aspendos, risalente all'epoca seleucida su fondazioni romane.
Vicino al suo sbocco ha avuto luogo intorno agli anni 469-466 la Battaglia dell'Eurimedonte —in realtà due battaglie, una terrestre e un'altra marittima— tra la Lega di Delos diretta dall'estratego Cimón e quella guidata da Jerjes I dell'impero persiano, con la vittoria definitiva degli ateniesi sulla flotta persiana. Le due battaglie, terrestre e navale, durarono un giorno e causarono la cattura di Cimón e la distruzione di tutta la flotta fenicia di 200 trireme.